# Нилово
Нилово (до 1947 — Гросс Поллайкен (нем. Groß Polleyken)) — посёлок в Озёрском городском округе Калининградской области. 

## Население
| 1910 | 1933 | 1939 | 2002 | 2010 |
| ---- | ---- | ---- | ---- | ---- |
| 178  | ↗244 | ↘234 | ↗437 | ↘375 |

## История
Численность населения Грос Поллейкена в 1910 году составляла 178 человек, в 1933 году — 244 чел., в 1939 году — 234 чел. В 1938 году Грос Поллейкен был переименован в Грос Поллайкен. До 1945 года имение Грос Поллайкен принадлежало семейству фон Гутцайт.
До 2014 года входил в состав Новостроевского сельского поселения.
В 1946 году населённый пункт был переименован в посёлок Нилово. В 1948 году сюда была переведена начальная школа (в 1951 году реорганизована в семилетнюю, в 1961 — в восьмилетнюю). В 2003 году школа вновь стала начальной и позже присоединилась к Мальцевской средней школе.